# 東田原神社
東田原神社（ひがしたはらじんじゃ）は、神奈川県秦野市東田原にある神社。旧社格は無格社。

## 沿革
- 天正年間（1573年から1592年頃） - 氏子らにより再興したとされる[2]。
- 1690年（元禄3年） - 米倉昌忠が道明寺として開基[3][4]。
- 1868年（慶応4年） - 廃仏毀釈。廃仏に際して観音像を金剛寺に移し、観音堂は遺されて拝殿となる[4]。
- 1872年（明治5年）3月13日 - 遷宮[3]。
- 1873年（明治6年）
  - 5月8日 - 隣接した八幡神社を合祀[2][5]。
  - 7月30日 - 村社に列する[2]。
- 1916年（大正5年）8月18日 - 指定村社に列する[2]。
- 1980年（昭和55年）銅板葺きに改修[2]。| [icon] | この節の加筆が望まれています。 （2022年10月） |

## 概要

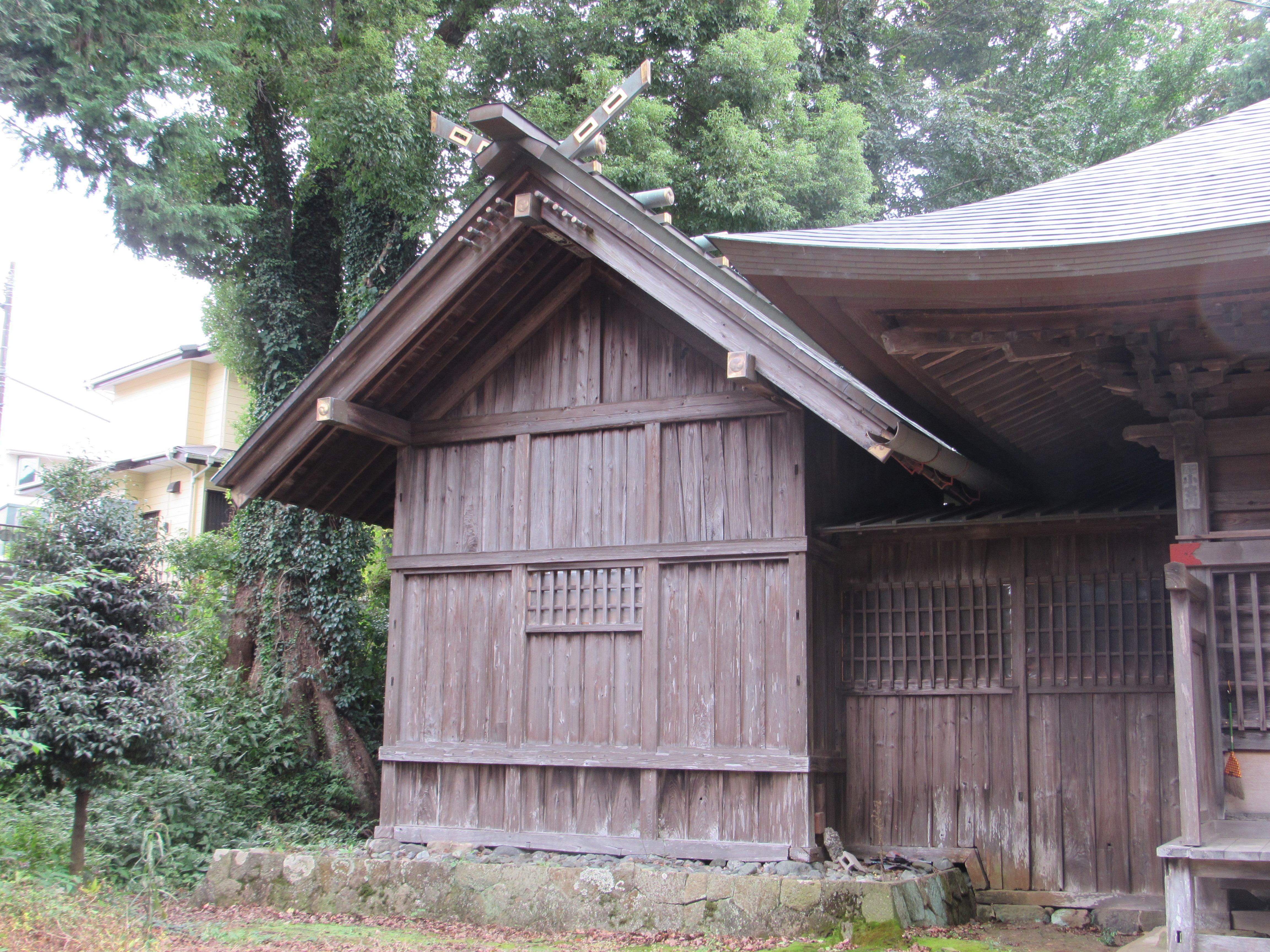
本殿

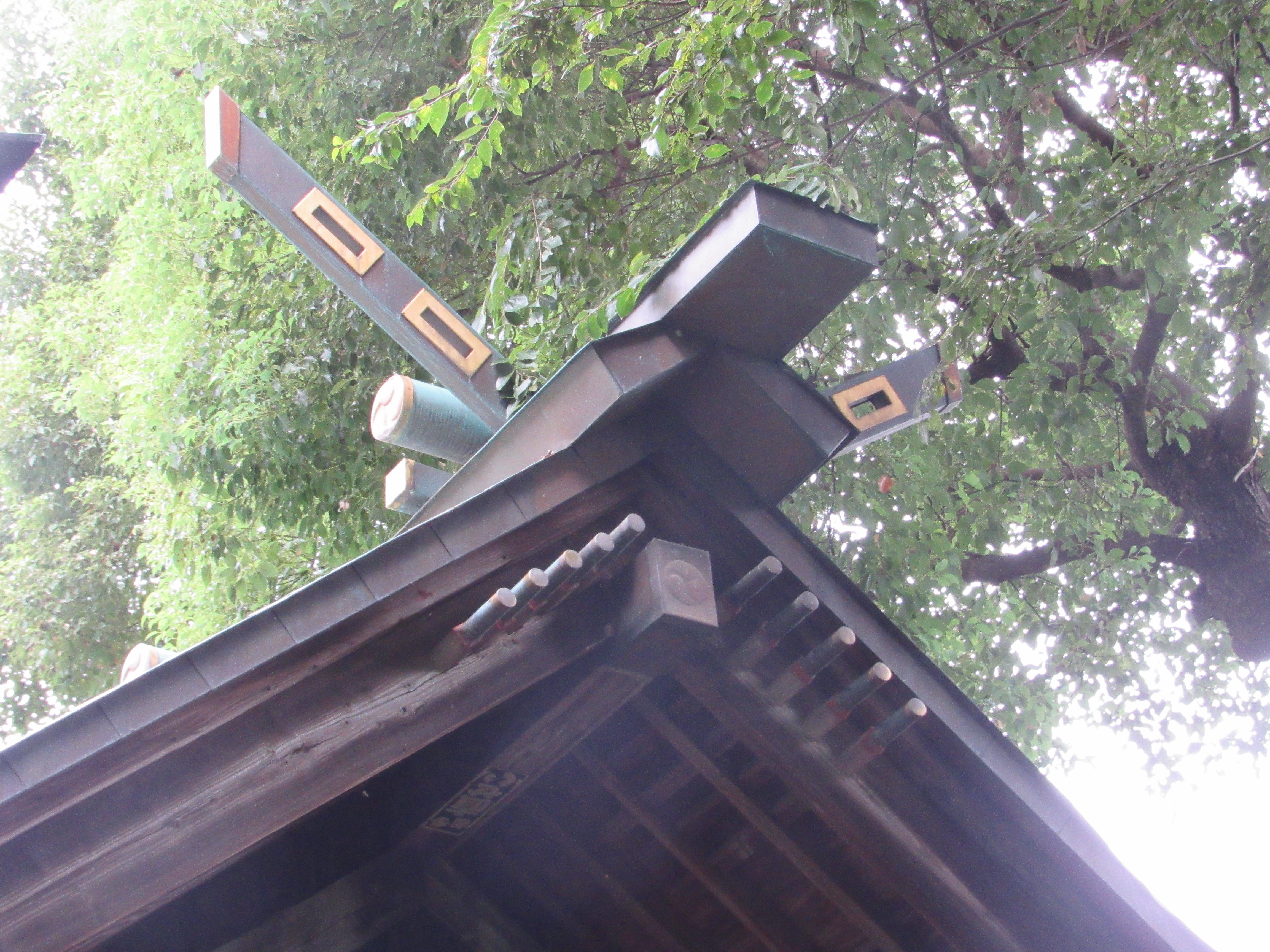
神明造の特徴である鞭掛

拝殿は1688年に作られた観音堂を改造したもので、寺の名残である。拝殿正面には千木が設けられている。本殿の形式は神明造で、こちらは1879年（明治30年）に作られたものである。